# Eric Neilson
Eric Neilson (27 gennaio 1981) è uno skeletonista canadese.

## Palmarès

### Mondiali
- 1 medaglia:
  - 1 bronzo (squadre miste a Sankt Moritz 2013).

### Coppa del Mondo
- 1 podio (nelle gare a squadre):
  - 1 vittoria.

#### Coppa del Mondo - vittorie
| Data            | Luogo      | Paese    | Disciplina                                                                                         |
| --------------- | ---------- | -------- | -------------------------------------------------------------------------------------------------- |
| 8 dicembre 2012 | Winterberg | Germania | gara a squadre con Kaillie Humphries, Chelsea Valois, Cassie Hawrysh, Lyndon Rush e Neville Wright |